# Rivière Petawawa
La rivière Petawawa est située dans l'est de l'Ontario, au Canada. Elle prend source dans le lac Ralph Bice au nord du parc provincial Algonquin et coule vers l'est pour se déverser dans la rivière des Outaouais, à la hauteur de la ville de Petawawa.

## Géographie

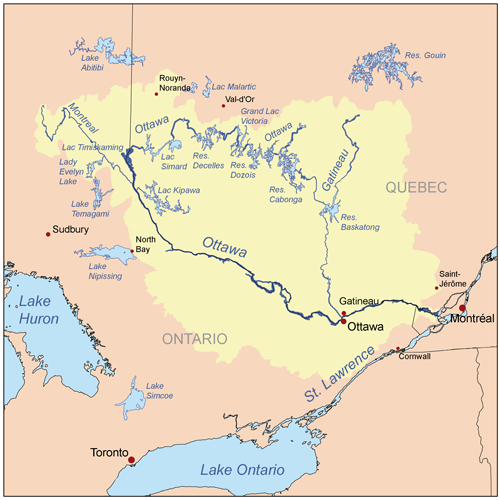
Carte du bassin versant de l'Outaouais.

Les tributaires de la rivière incluent : 
- Rivière Barron
- Rivière Crow
- Petite rivière Madawaska
- Rivière Nipissing
- Rivière Tim

## Toponymie
La rivière (tout comme la ville et la base militaire du même nom) tire son nom de la langue algonquine, et signifie « là où on entend un grand bruit », en référence au bruit des rapides qui sont particulièrement nombreux et parfois tumultueux sur cette rivière.
À partir de la fin du XIXe siècle jusqu'en 1960, la Petawawa sert au flottage du bois. Depuis, elle est devenue l’une des favorites des canoteurs et kayakistes en raison de ses rapides et parce qu’elle est facile d'accès. De nombreuses compagnies de plein air organisent sur la Petawawa des expéditions de canots de courte durée. Elles y donnent aussi des cours de kayak en eau vive. Quand arrive le printemps, certaines sections de la rivière peuvent être dangereuses pour les canoteurs et kayakistes en raison du haut débit de la rivière. Vers la fin de l'été en revanche, lorsque la rivière est presque à sec, elle devient difficilement praticable en canot. Ce fut notamment le cas à l'été 2010 quand, dès le mois de juin, il ne fut plus possible de naviguer.

## Sources
- (en) Cet article est partiellement ou en totalité issu de l’article de Wikipédia en anglais intitulé « Petawawa River » (voir la liste des auteurs).